# 波状裸胞壳
波状裸胞壳（学名：Emericella undulata）是属于散囊菌目发菌科裸胞壳属的一种真菌，可生长在土壤等基物上。该种分布于中国。
波状裸胞壳是波状曲霉（Aspergillus undulatus）的有性型。